# Michałówek (powiat zgierski)
Michałówek – wieś w Polsce, położona w województwie łódzkim, w powiecie zgierskim, w gminie Stryków.
| SIMC    | Nazwa            | Rodzaj    |
| ------- | ---------------- | --------- |
| 0416083 | Dobra Poduchowna | część wsi |
| 0416090 | Młynek           | część wsi |

W latach 1975–1998 miejscowość należała administracyjnie do ówczesnego województwa łódzkiego.
Miejscowość włączona jest do sieci komunikacji autobusowej MPK Łódź: linia 60B.